# Godsend (película)
Godsend (conocida en España como El enviado y en México como El enviado del mal) es una película de terror canadiense dirigida por Nick Hamm y protagonizada por Greg Kinnear y Rebecca Romijn, con una actuación de reparto de Robert De Niro. Su estreno oficial fue el 30 de abril de 2004.

## Argumento
Paul y Jessie Duncan (Greg Kinnear y Rebecca Romijn-Stamos) han perdido a su amado hijo de ocho años Adam (Cameron Bright) en un trágico accidente. Mientras están preparando su entierro, el Dr. Richard Wells (Robert De Niro) aparece con la increíble oferta de clonar a Adam, traer de vuelta a su hijo y reunirlo con su destrozada familia.
A pesar de las muchas cuestiones legales, éticas y morales que suscita la oferta, la afligida pareja, después de mucho pensarlo, acepta la proposición de Wells, firmando una especie de pacto fáustico con el doctor. Pero para los Duncan, el secretismo que Wells exige es insignificante comparado con la esperanza de que su hijo tenga de nuevo la oportunidad de crecer. La pareja se muda al pequeño pueblo de Riverton, base de la impresionante Clínica de Fertilidad Godsend de Wells, donde las células madre que llevan el ADN de Adam son implantadas en el útero de Jessie y donde Adam nacerá y crecerá (por segunda vez).
La nueva vida de Adam sigue un confortable y, para Paul y Jessie, predecible patrón, hasta que llega a su octavo cumpleaños, y virtualmente empieza a vivir un tiempo prestado.
Los padres han puesto toda su confianza en el Dr. Wells, pero ahora empiezan a preguntarse: ¿hasta dónde llegó realmente? ¿Se conformó simplemente con jugar a ser Dios? Una vez que descubren la horrible verdad, Paul y Jessie Duncan tendrán que asumir lo que han hecho, y lo que le ha ocurrido a su familia.
Un thriller sobre una familia que explora los límites de la ciencia y la ética en un desesperado intento por permanecer juntos, Godsend es también una historia de aviso para estos tiempos desafiantes y moralmente ambiguos.

## Reparto
- Greg Kinnear es Paul Duncan.
- Rebecca Romijn es Jessie Duncan.
- Robert De Niro es Dr. Richard Wells
- Cameron Bright es Adam Duncan.
- Janet Bailey as Cora Williams.
- Christopher Britton es Dr. Lieber
- Jake Simons es Dan Sandler.
- Elle Downs es Clara Sandler.
- Zoie Palmer es Susan Pierce.
- Devon Bostick es Zachary Clark Wells.
- Munro Chambers es Max Shaw.

## Respuesta crítica
Pese a haber recaudado 25 millones, la crítica fue muy negativa describiendo a la película como predecible y aburrida, y alcanzar en el sitio Rotten Tomatoes solo 6 "tomates frescos" de 137 críticas, la película se quedó con solo un 4% de aprobamiento.